# インターポーザ

ボールグリッドアレイ(BGA)と集積回路ダイ集積回路ダイの間にインターポーザ配置されている形のBGA

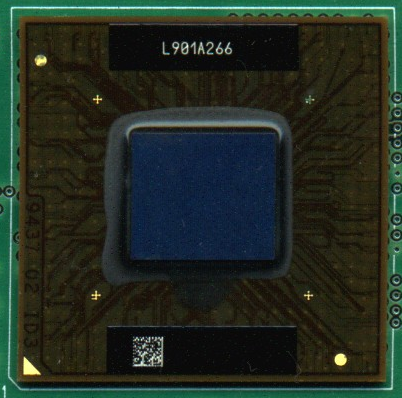
インターポーザの例であるPentium II

インターポーザ(英：interposer)とは、ソケットやその他接続素子を別のソケットやその他接続素子に電気的に接続するためのプリント基板である。インターポーザの目的は、接続ピッチを拡大することや接続を別の接続へ迂回させることである。
インターポーザ(interposer)という語はラテン語で「間に挟む」を意味する"interpōnere"が由来である。。インターポーザはボールグリッドアレイ(BGA)、Multi-Chip Module（MCM）およびHigh Bandwidth Memory (HBM)によく使用される。
良く知られたインターポーザの例として、Pentium IIのような、ボールグリッドアレイへの集積回路ダイがある。インターポーザはリジット基板、フレキシブル基板両方を介して作成される。もっとも一般的には、リジット基板としてFR4、フレキシブル基板としてポリイミドが使われる。 シリコンやガラスの使用も同様に集積方法として評価されている。 インターポーザのスタックはコスト面で立体集積回路の代替えとして広く受け入れられている。 既に複数のインターポーザ技術を使用した製品が発売されており、代表的なものとして、 AMD Fiji/Fury GPUとXilinx Virtex-7 FPGA がある。2016年に、電子情報技術研究所 はFDSOI(Fully Depleted SOI) 28 nmノードで製造された小型ダイ「チップレット」を65 nm CMOSインターポーザに組み合わせた第二世代の3D-NoC技術を紹介した。
インターポーザの他の例として、 SATAドライブを、冗長ポートであるSASバックプレーンへ接続するアダプターが知られる。直接的には、単一のコントローラまたはパスにしか接続できないが、ポート切り替えロジックをもつインターポーザーを使用しパスを冗長化することで、SATAドライブはほぼすべてのSASバックプレーンにアダプターなしで接続できる。